# Мавзолей Шейх-Дурсуна
Мавзолей Шейх-Дурсуна (азерб. Şeyx Dursun türbəsi) — мавзолей XV века, расположенный в 3 км от города Ахсу Азербайджанской Республики.
В плане мавзолей восьмигранный и увенчан пирамидальным шатром. В сдержанной архитектуре фасада и интерьера отсутствует убранство. Также мавзолей лишён курватур, характерных для этой группы мавзолеев (как в мавзолее Яхьи Бакуви в Баку). Отличительной особенностью этого мавзолея, как и мавзолеев данной группы, является то, что где внутренний абрис повторяет наружную форму шатра.
Над входом в мавзолей имеется надпись. Ранее считалось, что она сообщает: «это могила покойного, чистого духом, светлого муштехида шейх Дурсуна бен Ахмед-бен Гиляни, зилькааде 806 г.» (Зилькааде 806 г. х. — май-июнь 1404 года). Согласно более поздним исследованиям, данная строительная надпись сообщает, что мавзолей построен над могилой муштехида Шейх-Дурсуна, сына Ахмеда Падари, в 861 г. х. (1457 год).
Согласно распоряжению Кабинета Министров Азербайджанской Республики об исторических и культурных памятниках, мавзолей Шейх-Дурсуна является «архитектурным памятником истории и культуры национального значения».